# افسانه پاکرو
افسانه پاکرو (زادهٔ ۴ اردیبهشت ۱۳۶۲) هنرپیشه سینما، تلویزیون و تئاتر ایران است.

## حواشی
در اواخر اردیبهشت ۱۳۹۵، افسانه پاکرو در صفحهٔ اینستاگرام خود عکسی از خودش در چین منتشر کرد. چند روز بعد اعلام شد کیارستمی یک فیلم در چین می‌سازد که تنها بازیگر ایرانی آن، افسانه پاکرو است. خبر ساخت فیلم «راهبه‌ها» در چین، از یک سال پیش مطرح بود. اما با مرگ کیارستمی سرنوشت فیلم نیز نامعلوم ماند.

## فیلم‌شناسی

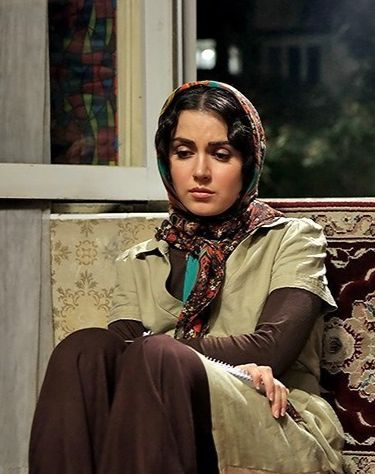
افسانه پاکرو در فیلم دو عروس سال۱۳۹۳

### سینما
| سال  | نام فیلم                    | کارگردان             | توضیحات                          |
| ۱۳۹۸ | ترانه‌ای عاشقانه برایم بخوان | مهرداد غفارزاده      | محصول مشترک سینمای ایران و ترکیه |
| ۱۳۹۷ | بهشت گمشده                  | حمید سلیمیان         |                                  |
| ۱۳۹۴ | دلتا ایکس                   | علیرضا امینی         |                                  |
| ۱۳۹۴ | این زن حقش را می‌خواهد       | محسن توکلی           |                                  |
| ۱۳۹۴ | دو عروس                     | داوود موثقی          |                                  |
| ۱۳۹۴ | بیخوابی اسب‌ها               | شهرام اسدزاده        |                                  |
| ۱۳۹۳ | یادگاری                     | نیما طباطبایی        |                                  |
| ۱۳۸۹ | شبکه                        | ایرج قادری           |                                  |
| ۱۳۸۹ | چشم                         | جمیل رستمی           |                                  |
| ۱۳۸۸ | شیر و عسل                   | آرش معیریان          |                                  |
| ۱۳۸۷ | زندگی شیرین                 | قدرت‌الله صلح میرزایی |                                  |
| ۱۳۸۵ | محاکمه                      | ایرج قادری           |                                  |
| ۱۳۸۴ | رویای خیس                   | پوران درخشنده        |                                  |
| ۱۳۸۴ | محکومین بهشت                | حجت‌الله سیفی         |                                  |

### تلویزیونی
| سال  | مجموعه تلویزیونی   | کارگردان         | شبکه |
| ۱۳۹۱ | تکیه بر باد        | محمود معظّمی      | ۵    |
| ۱۳۸۹ | در مسیر زاینده رود | حسن فتحی         | ۱    |
| ۱۳۸۴ | رسم عاشقی          | سعید سلطانی      | ۵    |
| ۱۳۸۴ | پیدا و پنهان       | حجت قاسم‌زاده اصل | ۱    |

| سال  | فیلم تلویزیونی       | کارگردان           |
| ۱۳۹۳ | بیخوابی اسبها        | شهرام اسدزاده      |
| ۱۳۹۲ | زیباتر از رؤیا       | محمدرضا رحمانی     |
| ۱۳۹۲ | آقای عبدی نسب و بانو | حمید اکرامی        |
| ۱۳۹۱ | من کجا خوابم برد     | محمد جواد کاسه ساز |
| ۱۳۹۱ | خط آفتاب             | محمدرضا خاکی       |
| ۱۳۹۰ | فکر بد نکن           | بهرام کاظمی        |

## نگارخانه

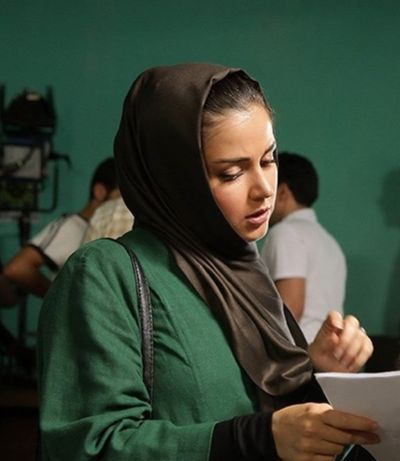
افسانه پاکرو در پشت صحنه فیلم دو عروس، آذر ۱۳۹۳
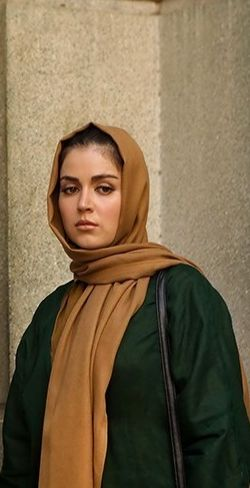
۱۳۹۳